# Сарби (Фаркаша)
Сарби (рум. Sârbi) насеље је у Румунији у округу Марамуреш у општини Фаркаша. Oпштина се налази на надморској висини од 184 m.

## Историја
Први помен села је из 1428. године. Назив потиче од становника Срба. Место се под називом "Sirb" (Србин) јавља од 1773. године.

## Становништво
Према подацима из 2002. године у насељу је живело 514 становника, од којих су сви румунске националности.